# ترتی سکندز تو مارس
ترتی سکندز تو مارس (به انگلیسی: Thirty Seconds to Mars)، یک گروه موسیقی راک آمریکایی است که در لس آنجلس، کالیفرنیا در سال ۱۹۹۸ بنیان نهاده شد. گروه از برادران جرد لتو (خواننده اصلی، گیتار، کیبورد و ترانه‌سرا) و شنن لتو (درام، پرکاشن) تشکیل شده‌است.
اولین آلبوم گروه ترتی سکندز تو مارس (۲۰۰۲) توسط باب ازرین تولید شد و منتقدان نظرات مثبتی نسبت به آلبوم دادند اما از لحاظ تجاری، این آلبوم به موفقیت دست پیدا نکرد. این گروه با انتشار آلبوم دوم خود یک دروغ زیبا (۲۰۰۵) شهرت جهانی به دست آورد. این آلبوم گواهینامه‌های متعددی در سراسر جهان دریافت کرد. آلبوم بعدی گروه این جنگ است (۲۰۰۹)، تکامل چشمگیر در سبک موسیقی گروه را نشان داد، از آنجا که موسیقی تجربی و همچنین اثرات تکاملی را شامل می‌شد. روند ضبط آلبوم با اختلاف قانونی با ئی‌ام‌آی مواجه شد که در نهایت موضوع فیلم مصنوعی (۲۰۱۲) بود. ترتی سکندز تو مارس تحت قراردادی با یونیورسال میوزیک گروپ چهارمین آلبوم استودیویی خود عشق، هوس، ایمان و رؤیاها (۲۰۱۳) را منتشر کرد که به نظرات مثبت منتقدان و موفقیت تجاری دست پیدا کرد. آلبوم پنجم این گروه آمریکا (۲۰۱۸) توسط اینتراسکوپ رکوردز منتشر شد. جرد لتو چندین بار برای کنسرت گذاشتن درایران ابراز علاقه کرده‌است.
در سپتامبر ۲۰۱۴، گروه بیش از ۱۵ میلیون آلبوم در سراسر جهان فروخت. این گروه برای اجرای زنده پرانرژی و برای ترکیب کردن عناصر از طیف وسیعی از ژانرها، از طریق استفاده از اشعار فلسفی و معنوی، آلبوم‌های مفهومی و موسیقی تجربی پیشنهاد شده‌است. ترتی سکندز تو مارس توسط کرنگ! در فهرست بهترین هنرمندان دهه ۲۰۰۰ قرار گرفت.

## تاریخچه

### تشکیل (۱۹۹۸–۲۰۰۲)
این گروه در سال ۱۹۹۸ توسط شانون لتو و ژارد لتو، به عنوان یک پروژه کوچک خانوادگی بنیان نهاده شد. مت واچر بعدها به عنوان بازیست و نوازندهٔ کیبورد به این گروه اضافه شد. پس از کار با تعدادی از نوازندگان گیتار (مانند دو توازندهٔ اول گیتار گروه، کوین دارکه و سولون بیکسلر، که گروه با خاطر مشکلات مربوط به تور ترک کردند)، نفر سوم گروه تومو میلیسویچ شد.

جرد لتو در مصاحبه‌ای دربارهٔ نام گروه می‌گوید: 
برای ما، نام ۳۰ ثانیه تا مریخ، کمتر ربطی با فضا، گیتی یا چیزی شبیه به آن دارد. این نام در چند لایه یه کار می‌رود. مهم‌تر از آن، برای صداهای ما بهترین نماینده است. این گروه کلمات شعرگونه است، توصیه‌گر و سینمایی است و بی واسطه. در ضمن در آن مغایرتی هم وجود دارد. مفهوم فضا به قدری قاطع و همه‌جانبه است به طوری که گمان نمی‌کنم که آهنگی را بتوان برای این موضوع گنجانید.

شانون لتو در مورد نام گروه گفت: 
این نشان‌دهنده نکات زیادی است. این استاد یک تز دارد. همه چیز دربارهٔ تکامل انسان و پیشرفت تکنولوٰژی است. یک زیرگروه ۳۰ ثانیه تا مریخ بود. این مثالی از رشد سریع انسان‌ها است. به معنای واقعی کلمه ما ۳۰ ثانیه تا مریخ فاصله داریم. همه چیز در اینجا سریع و دیوانه کننده است.

از مصاحبه عضو سابق گروه مت واچر با ویرجین رکوردز: 
[نام گروه] در واقع برداشت ما از پایان‌نامه یک پروفسور دانشگاه هاروارد بود. یکی از زیرمجموعه‌های اینپایان نامه عنوان ۳۰ ثانیه تا مریخ را داشت و درمورد پیشرفت سریع تکنولوژی در قرن اخیر و دستاوردهای انسان و اینکه ما به ۳۰ ثانیه تا مریخ نزدیک شده‌ایم. برای ما معنی‌اش چیزی جر بهترین توصیف برای موسیقی ما نبود.
اگرچه جرد لتو بازیگر هالیوود است، او ترجیح می‌دهد که از نام او برای تبلیغات این گروه استفاده نشود و در کنسرت‌هایی که به این شکل برای گروه تبلیغ شده‌است شرکت نمی‌کند.

### اولین آلبوم (۲۰۰۲–۲۰۰۵)
این گروه اولین آلبوم خود را در سال ۲۰۰۲ با تهیه‌کنندگی باب ازرین انتشار داد. این آلبوم نظرات متفاوتی را برانگیخت. دو تک‌آهنگ در این آلبوم قرار داشتند. کاپریکرن (یک نام جدید) و مرزهای زمین. این آلبوم در جدول مربوط به آهنگ‌های راک رتبه ۳۱ام را کسب کرد.

### یک دروغ زیبا"a beautiful lie"(۲۰۰۵–"۲۰۰۸)
آلبوم دوم آن‌ها، یک دروغ زیبا، ۳۰ اوت ۲۰۰۵ منتشر شد. از آنجا که این آلبوم ۵ ماه قبل از انتشار خود به بیرون نشت کرده بود، این گروه تصمیم گرفت که دو آهنگ اضافی را در آلبوم برای فروش قرار دهد. جنگ‌های یک شخص (آهنگی که در واقع به عنوان ترانهٔ روی جلد انتخاب شده بود) و شکارچی (آهنگی از بژورک) این دو آهنگ بودند. برای فروش بیشتر این گروه همراه با ۱۲ کپی از آلبوم بلیت طلایی ارائه داد که به صاحب بیلیت اجازه می‌داد در یکی از کنسرت‌های ترتی سکندز تو مارس به صورت رایگان حضور یابد.
در تاریح ۳۱ اوت ۲۰۰۶ این گروه جایزه‌ام‌تی‌وی ۲ را برای آهنگ کشتن"the kill" در جوایز نماهنگ ام‌تی‌وی برای یکی از دو آهنگ نامزد شده‌شان بردند. دومین نامزدی برای بهترین ویدئو راک بود که در برابر آهنگ دوشیزه قاتل ای‌اف‌آی شکست خوردند. در این ویدئو اعضایی گروه بخش‌های فیلم درخشش را دوباره اجرا می‌کنند. دروغ زیبا توسط انجمن صنعت ضبط آمریکا برای توزیع بیش از یک میلیون آلبوم به گواهی پلاتنیوم دست پیدا کرد.
در سال ۲۰۰۶، هنگامی که در تور ۲ دلار بیل ام‌تی‌وی یو بودند، این گروه با موسیقی جان‌ها را نجات می‌دهد، توجه مردم را به اهمیت فعالیت‌های عام‌المنفعه جلب کردند.
در اکتبر، آن‌ها تور به جهان خوش آمدید را با پشتیبانی ام‌تی‌وی۲ و همکاری هد اتوماتیکا، د ریسوینگ اند آف سیرنز، کبرا استارشیپ، راک کیل کیدز و چند گروه دیگر آغاز کردند. این تور آهنگ محیط زیست بود، همان‌طور که مت واچر در مصاحبه‌ای در سال ۲۰۰۶ اعلام کرد. «ژارد و شانن با هم چیزی به نام تور محیط زیست راه انداختند، که راهی برای نمایش --راه‌های جدید-- و پاک کردن آلودگی‌هایی بود که ما ایجاد کرده بودیم. ما اتوبوس را با روغن نباتی پر کردیم.» در تاریخ ۲۰ نوامبر، ام‌تی‌وی۲ ویدئو از گذشته را برای اولین بار نمایش داد، این اولین ویدئوی راک آمریکایی بود که به‌طور کامل در چین تصویر برداری شده بود. این ویدئو برداشت آزادی از فیلم آخرین امپراتور می‌باشد.
۲۹ آوریل ۲۰۰۷، گروه به صورت زنده در مراسم جوایز موسیقی ام‌تی‌وی استرالیا برنامه اجرا کرد. در این مراسم آن‌ها برای سه جایزه نامزد شده بودند که توانستند دو جایزهٔ بهترین ویدئوی راک و ویدوی سال را برای کشتن ببرند.
در بهار ۲۰۰۷، آن‌ها به عنوان پشتیبان گروه د یوزد تور مزهٔ بی‌نظمی شرکت داشتند، در عین حال چند بار در تورهای لینکین پارک در اروپا شرکت کردند. آن‌ها همچنین برنامه‌ریزی برای شرکت در راسکیدل، راک ام رینگ، پینک‌پاپ، فستیوال یک نام بده، و دانلود را داشتند. ترتی سکندز تو مارس همچنین یکی از میزبانان جوایز موسیقی ام‌تی‌وی ۲۰۰۸ در اروپا بود. در حالی که در حین تور مزهٔ بی‌نظمی در سال ۲۰۰۷ بودند، با موسیقی انسان‌ها را نجات می‌دهد مصاحبه کردند.
در ۲۱ مارس ۲۰۰۸، ترتی سکندز تو مارس، آهنگ جشن کوک مرا در آفریقای جنوبی را اجرا کردند، که بازگشت دوباره گروه به آفریقای جنوبی بعد از اجرا و ضبط یک دروغ زیبا بود. در کنفرانس مطبوعاتی، لتو گفت که اجرای موسیقی و حتی تجربه حضور بر خاک آفریقا برای او بسیار عمیق بوده‌است و گفت که امیدوار است که زندگی در آفریقا به روال عادی بازگردد. آن‌ها در یک کنسرتی که بلیط‌های آن تماماً به فروش رفته بود در کیپ‌تاون به اجرا پرداختند.
در دسامبر ۲۰۰۸، به گفته وبلاگ رادیو آی‌اوال، با رأی شنوندگان ایستگاه رادیوی آلترناتیو، بهترین آهنگ دهه ۲۰۰۰، آهنگ کشتن ۳۰ ثانیه تا مریخ، سال ۲۰۰۶ از آلبوم یک دروغ زیبا بود، که به همراه این آلبوم فروش خوب را هم تجربه کرده بود.

## مشخصات

### لوگو
آرم گروه یک ققنوس است (که گروه نام آن را "میتراً گذاشته) به همراه شعار گروه، عبارت "Provehito in Altum" است. تقریباً از لاتین ترجمه شده‌است. لوگو در درجه اول برای ترویج اولیه گروه مورد استفاده قرار گرفت، در حالی که برای آلبوم یک دروغ زیبا، لوگوی جدید متشکل از سه جمجمه و سه فلش اشاره به داخل، به همراه نام گروه و شعار ایجاد شد. با انتشار آلبوم این جنگ است، ترتی سکندز تو مارس یک آرم جدید معرفی کرد، که به عنوان سه‌گانه شناخته شد.

### بالاترین رده‌بندی
بالاترین رده‌بندی تیم خیابانی برای ۳۰ باند ثانیه به مریخ، که کمک می‌کند تا درآوردن دوستان را به نشان می‌دهد، تلفن ایستگاه‌های رادیویی محلی برای درخواست آهنگ‌های گروه نصب پوستر، ارسال به انجمن‌های تخصصی گروه یا تخته اعلانات مربوط آنلاین است، رأی دادن برایگروه در نامزد جایزه رسمی و حفظ مجلات یا وب سایت اختصاص داده شده به گروه. همچنین نام یکی از آهنگ‌های خود را در اولین آلبوم خود را ۳۰ ثانیه به مریخ است. در رابطه به بالاترین رده‌بندی، جارد لتو گفت به شرح زیر: «برخی از افراد می‌گویند اگر این فرقه، این را می‌گویم: چیزی خاص… این برای همه نیست -- این تنها برای کسانیست که درک می‌کنند.»

### سبک موسیقی، سبک و نفوذ
داوران و منتقدان اظهار داشته‌اند سی ثانیه تا مریخ در چارچوب ژانرهای هارد راک، آلترناتیو راک، نیو راک، پراگرسیو متال، آلترناتیو متال و پست گرانج کار خود را شروع کرده‌اند. گروه از هنرمندان متفاوتی تأثیر گرفته، اما تأثیرات اولیه عبارتند از:دپش مد، آلیس این چینز، د گو گو دالز، دفتونز، دیوید بویی، جینز ادیکشن، لد زپلین ،ناین اینچ نیلز، نیروانا، پیرل جم، استون تمپل پیلوتز، ردیوهد، پینک فلوید، اورکلیر، کرید، د کرو، بیورک و یوتو